# Karel Husa
Karel Husa (Praag, 7 augustus 1921 – Apex (North Carolina), 14 december 2016) was een Amerikaans componist, muziekpedagoog, dirigent en trompettist van Tsjechische herkomst.

## Levensloop
Hij studeerde vanaf 1939 aan het Conservatorium van Praag bij Jaroslav Rídký alsook orkestdirectie bij Method Doležil en Pavel Dědeček. Hij voltooide zijn muziekstudie op universitair niveau aan de Academie voor Muzikale Kunsten Praag. In 1947 ging hij naar Parijs om aan het Conservatoire national supérieur de musique en de École Normale de musique de Paris verder te studeren bij Arthur Honegger en Nadia Boulanger voor compositie en bij André Cluytens, Eugène Bigot en Jean Fournet voor orkestdirectie.
In 1954 werd hij hoogleraar voor compositie en muziektheorie aan de Cornell-universiteit te Ithaca (New York). Hij bleef daar tot 1992. Verder doceerde hij compositie aan de Ithaca College School of Music. In 1959 werd hij Amerikaans staatsburger.
Zijn Music for Prague 1968 behoort met meer dan 7000 uitvoeringen wereldwijd tot het hedendaagse repertoire van symfonische blaasorkesten. Hij heeft zelf een orkestversie geschreven en hij zei een oude droom te verwezenlijken toen hij de orkestversie op 13 februari 1990 te Praag met het Tsjechisch Filharmonisch Orkest kon uitvoeren.
Hij dirigeerde bekende orkesten in New York, Boston en Washington alsook in Parijs, Londen, Praag, Zürich, Hongkong en Singapore. Ieder jaar bracht hij een bezoek aan een twintigtal universiteiten voor gastdirecties en voor colleges en workshops over zijn muziek.

## Eerbewijzen
In 1949 ontving hij voor zijn eerste strijkkwartet de Prix Lili Boulanger die hem als veelbelovend componist lauwerde. Hij kreeg vele prijzen en onderscheidingen. Voor zijn String Quartet No. 3 werd hij in 1969 met de Pulitzer-prijs onderscheiden en voor zijn Cello Concerto kreeg hij in 1993 de Grawemeyer Award. In 1974 werd hij lid van de Koninklijke Belgische Academie van de schoone kunsten en weetenschappen. Meerdere malen kreeg hij een eredoctoraat, onder meer aan het Coe College, het Cleveland Institute of Music, de Ithaca College School of Music en het Baldwin Wallace College.

## Composities

### Orkestmuziek
- 1948 Divertimento voor strijkorkest
- 1949 Concertino voor piano en orkest opus 10
- 1953 First Symphony
- 1956-1957 Fantasies voor orkest
- 1961 Mosaïques voor orkest
- 1963 Fresque
- 1971 Two Sonnets by Michelangelo
- 1978 An American Te Deum voor koor en orkest
- 1979 Pastoral
- 1983 Reflections - Symphony No. 2
- 1984 Symphonic Suite
- 1986 Concerto for Orchestra
- 1987 Concert voor orgel en orkest
- 1987 Concert voor trompet en orkest
- 1988 Concert voor cello en orkest
- 1993 Concert voor viool en orkest
- 1996 Celebration Fanfare
- 1997 Celebración
- 1990 Ouverture Youth
- Concerto for Brass-Quintet and String Orchestra
- Evocations de Slovaquie
- Elegie et Rondeau voor altsaxofoon en orkest
- Overture voor groot orkest opus 3
- Portrait voor strijkorkest
- Serenade voor blaaskwintet, strijkorkest, xylofoon en harp

### Muziek voor harmonieorkest
- 1964 Festive Ode for koor en blaasensemble - tekst: Eric Blackall
- 1967 Concert voor altsaxofoon en blassorkest
- 1968 Music for Prague 1968 voor harmonieorkest
- 1970 Apotheosis of this Earth voor harmonieorkest
- 1970-1971 Concert voor slagwerk en blaasensemble
- 1973 Concert voor trompet en blasaorkest
- 1973 Al Fresco voor harmonieorkest
- 1974/1995 Divertimento voor blaasorkest en slagwerk
- 1976 An American Te Deum for Chorus and Band - tekst: Henry David Thoreau, Ole Rølvaag, Otokar Brezina en andere bronnen
- 1980 Intradas and Interludes voor zeven trompetten en slagwerk
- 1981 Fanfare voor koperensemble en slagwerk
- 1982 Concerto for (Large) Wind Ensemble (1982) voor harmonieorkest
- 1984 Concertino voor piano en blaasensemble
- 1984 Smetana Fanfare voor blaasensemble
- 1996 Midwest Celebration (Fanfare)
- 1997 Les Couleurs Fauves
- 2007 Cheetah

### Balletmuziek
- 1974 The Steadfast Tin Soldier, naar H.C. Andersens sprookje De standvastige tinnen soldaat
- 1976 Monodrama
- 1980 The Trojan Women

### Kamermuziek
- 1945 Suite opus 5, voor altviool en piano
- 1945 Sonatina opus 6, voor viool (of fluit) en piano
- 1956 Twelve Moravian Songs voor zangstem en pianoi
- 1958 Divertimento voor koperensemble en slagwerk
- 1960 Poem voor altviool, kamerorkest, hobo, hoorn en piano
- 1968 Strijkkwartet nr. 3
- 1973 Sonata voor viool en piano
- 1974 Divertimento voor koperkwintet met slagwerk ad libitum
- 1976 Drum Ceremony voor vijf slagwerkers
- 1977 Landscapes voor koperkwintet
- 1979 Three Dance Sketches voor slagwerk
- 1981 Sonata à tre voor klarinet, viool en piano
- 1982 Recollections voor blaaskwintet en piano
- 1990 Strijkkwartet nr. 4 ("Poems")
- 1992 Cayuga Lake (Memories)
- 1992 Tubafest Celebration Fanfare voor tubakwartet
- 1994 Five Poems voor blaaskwintet
- 1997 Postcard from Home voor altsaxofoon en piano
- Musique d'amateurs voor hobo, trompet en strijkers

### Orgelmuziek
- 1987 Frammenti

### Pianomuziek
- 1943 Sonatina opus 1
- 1975 Sonata No. 2
- 1984 Variations voor pianokwartet

### Koormuziek
- 1976 There Are From Time To Time Mornings voor baritonsolo en gemengd koor a capella
- 1981 Every Day voor gemengd koor a capella
- 1981 Three Moravian Songs voor gemengd koor a capella
- 1983 Cantata voor mannenkoor en koperkwintet op teksten van Edwin A. Robinson, Emily Dickinson, Walt Whitman
- 2000 Song (Good Night) voor gemengd koor a capella

## Publicaties
- Concerto for violoncello and orchestra (1988), Program, University of Southern California Symphony, March 2, 1989.